# Manuel Ruedi
Manuel Ruedi (* 12. Mai 1962 in La Chaux-de-Fonds) ist ein Schweizer Zoologe. Sein Forschungsschwerpunkt ist die Mammalogie.

## Leben

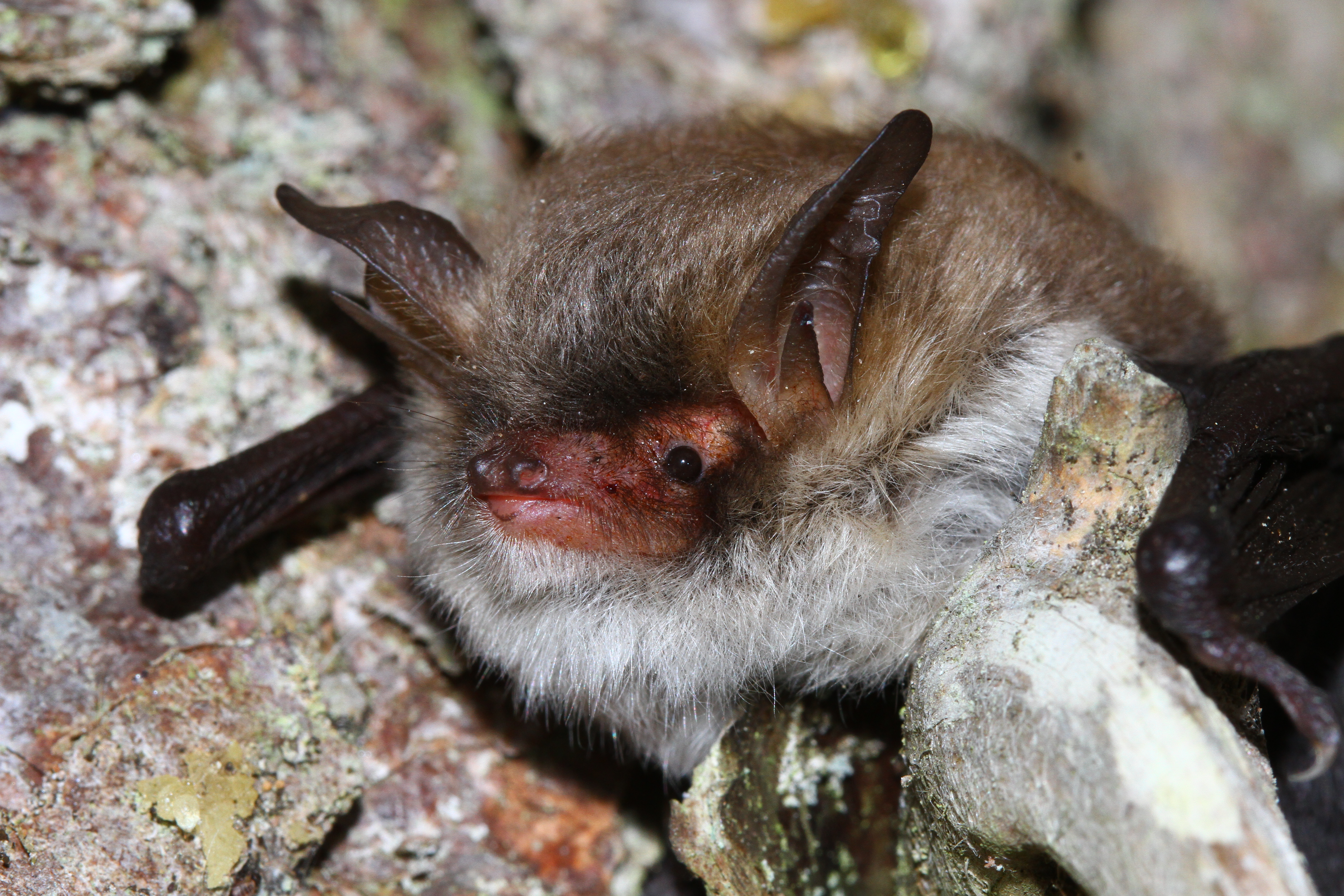
Das Kryptische Mausohr (Myotis crypticus) wurde 2019 von Ruedi und seinen Kollegen beschrieben.

Manuel Ruedi ist der Sohn von Emile und Luciana Ruedi geborene Peregrina. 1986 erlangte Ruedi das Lizenziat in Naturwissenschaften an der Universität Lausanne. 1988 graduierte er zum Master of Science in Biologie. 1994 wurde er unter der Leitung von Peter Vogel mit der Dissertation Zoogéographie et taxonomie des Crocidurinés d’Asie du Sud-Est (Insectivora, Mammalia) zum Ph.D. in Zoologie an der Universität Lausanne promoviert. Von 1995 bis 1996 absolvierte er eine Postdoktoranden-Phase als Stipendiat unter der Leitung von James L. Patton am Museum of Vertebrate Zoology der University of California, Berkeley. 1997 erhielt er ein Forschungsstipendium der Schweizer Regierung.
1999 wurde er Mitarbeiter am Muséum d’histoire naturelle de la Ville de Genève, wo er seit 2001 als Kurator für Säugetiere und Vögel tätig ist.
Ruedis Forschungsinteressen konzentrieren sich auf phylogenetische und biogeographische Rekonstruktionen basierend auf molekularen Daten. Ferner entwickelte er mehrere Forschungsprogramme zur populationsgenetischen Struktur und Systematik von Fledermäusen.
Ruedi ist Co-Erstbeschreiber von zwei Spitzmausarten und mehreren Fledermausarten, darunter Crocidura hutanis, Crocidura musseri, Coleura kibomalandy, Miniopterus aelleni, Murina jaintiana, Murina pluvialis, Myotis secundus, Myotis soror, Tylonycteris tonkinensis, Cassistrellus yokdonensis, Myotis crypticus und Myotis zenatius. 2010 gehörte er zu einem Team von Wissenschaftlern, das die neue Familie Cistugidae für zwei Fledermausarten der Gattung Cistugo vorschlug. Im Jahr 2012 gehörte er zum Erstbeschreiberteam der Gattung Paremballonura.
Im Jahr 2018 verfasste Ruedi neben Connor Burgin, Rudolf Haslauer, Kai He, Arlo Hinckley, Stefan Hintsche, Rainer Hutterer, Paulina D. Jenkins, Masaharu Motokawa, Boris Iljitsch Sheftel und Neal Woodman das Kapitel über die Spitzmäuse (Soricidae) im achten Band des Handbook of the Mammals of the World.
Ruedi ist seit 1990 verheiratet. Er hat einen Sohn und eine Tochter.